# Détachement frontalier de Tchernihiv
Le 105e détachement frontalier nommé d'après Volodimir le Soleil rouge  (en ukrainien : 105-й прикордонний загін імені князя Володимира Великого numéro d'unité militaire 2253)) est une unité du Service national des gardes-frontières d'Ukraine. Depuis 2015, elle est engagée dans la guerre russo-ukrainienne.

## Historique
L'unité a été formée une première fois en 1993 elle a été engagée lors de l'Invasion de l'Ukraine par la Russie depuis 2022.